# Ezra (carte)
Cartea lui Ezra este o carte a Bibliei ebraice. Inițial combinată cu Cartea lui Neemia într-un singur sul - Ezra-Neemia, cele două au devenit separate în primele secole ale erei creștine. Subiectul acesteia este reîntoarcerea evreilor la Ierusalim în urma încheierii captivității babiloniene și reorganizarea societății evreiești prin intermediul închinării curate. Cartea este împărțită în două părți: prima parte arată decretul emis în primul an de domnie al lui Cirus cel Mare (538 î.Hr.) cu privire la repatrierea evreilor, finalizarea și dedicarea noului Templu al Ierusalimului, în al șaselea an al lui Darius (515 î.Hr.); a doua parte relatează misiunea ulterioară a lui Ezra la Ierusalim în urma profanării preoției prin căsătoriile cu păgânii. O parte din carte a fost scrisă în arameică, iar restul în ebraică. În tradiția rabinică, este  plasată în secțiunea Ketuvim a Tanakhului.
Decretul lui Cirus este considerat legendar (închipuit, nu real).

## Structura cărții

### 1. Prima întoarcere din exil și reconstrucția templului (cap.1–6)
A. Prima întoarcere a exilaților (cap.1)
1. Edictul lui Cirus (1:1–4)
2. Întoarcerea sub Șeșbațar (Zorobabel) (1:5–11)

B. Lista exilaților care se întorc (cap.2)
C. Restabilirea închinării la templului (cap.3)
1. Reconstruirea altarului (3:1-3)
2. Sărbătoarea Corturilor (3:4–6)
3. Începutul reconstrucției templului (3:7-13)

D. Opoziție la reconstrucție (4:1–23)
1. Opoziție în timpul domniei lui Cirus (4:1–5)
2. Opoziție în timpul domniei lui Artaxerxes (4:7–23)

E. Finalizarea Templului (4:24—6: 22)
1. Reluarea activității sub Darius (4:24)
2. Încurajarea făcută de Haggai și Zaharia (5:1–2)
3. Intervenția guvernatorului Tatenai (5:3–5)
4. Raportul lui Tatenai către Darius (5:6–17)
5. Căutarea decretului lui Cirus (6:1–5)
6. Ordinul lui Darius pentru reconstruirea templului (6:6–12)
7. Finalizarea templului (6:13-15)
8. Dedicarea templului (6:16–18)
9. Sărbătoarea Paștelui (6:19–22)

### 2. Întoarcerea și reformele lui Ezra (cap. 7-10)
A. Întoarcerea lui Ezra la Ierusalim (cap. 7–8)
1. Introducere (7:1–10)
2. Scrisoarea lui Artaxerxes (7:11–26)
3. Lauda lui Ezra (7:27–28)
4. Lista celor care se întorc cu Ezra (8:1–14)
5. Căutarea Leviților (15–20)
6. Rugăciunea și postul (8:21–23)
7. Însărcinarea cu privire la lucrurile sacre (8:24-30)
8. Călătoria și sosirea în Ierusalim (8:31–36)

B. Reformele lui Ezra (cap. 9-10)
1. Fărădelegea cu privire la căsătoriile mixte (9:1–5)
2. Mărturisirea și rugăciunea lui Ezra (9:6-15)
3. Răspunsul oamenilor (10:1–4)
4. Convocarea unei adunări publice (10:5-15)
5. Cercetarea răufăcătorilor (10:16-17)
6. Lista răufăcătorilor (10:18–43)[2]